# Saint-Romain-de-Lerps
Saint-Romain-de-Lerps – miejscowość i gmina we Francji, w regionie Owernia-Rodan-Alpy, w departamencie Ardèche.
Według danych na rok 1990 gminę zamieszkiwało 477 osób, a gęstość zaludnienia wynosiła 34 osoby/km² (wśród 2880 gmin regionu Rodan-Alpy Saint-Romain-de-Lerps plasuje się na 1165. miejscu pod względem liczby ludności, natomiast pod względem powierzchni na miejscu 839.).

## Populacja

Populacja Saint-Romain-de-Lerps w latach 1962-2008